# Louis Girardot
Jean-Louis Girardot Bressant, connu sous le nom de Louis Girardot, est né à Paris le 26 juin 1752 et mort dans les Llanos orientales Colombie en 1816.
Il étudie d’abord la sculpture, qu’il abandonne pour partir en Espagne, et embrasse la carrière militaire. En 1782 il émigre vers le Royaume de Nouvelle Grenade (couvrant alors une grande partie de la Colombie, du Panama, du Venezuela et de l'Équateur actuels), où il s’installe d’abord dans la province d’Antioquia, puis à Bogotá. Il s’y enrichit dans l’exploitation de mines d’or et comme commerçant.
Il épouse en premières noces María Teresa de la Rotta, puis, en 1790 en secondes noces, María Josefa Díaz del Mazo y Hoyos. Il aura avec celle-ci 4 filles et un fils : Manuel Atanasio Girardot Díaz. D’une union officieuse avec Josefa García, il a un autre fils : Pedro Girardot García.
Au moment de la signature de l'Acte d'indépendance de Santafé de Bogotá le 20 juillet 1810, Louis Girardot soutient la cause indépendantiste, qui triomphera avec la création de la Grande Colombie 3 ans plus tard. Durant les années 1813 - 1814, il s’engage dans les troupes de Simón Bolívar, avec ses fils Atanasio et Pedro, qui tous deux meurent dans les combats. Atanasio Girardot devient notamment un héros de la guerre d’Indépendance sous les ordres de Bolívar.
En 1816, après que Pablo Morillo y Morillo ait engagé la reconquête de la Nouvelle Grenade, Louis Girardot bat en retraite vers la région des Llanos de Casanare avec les troupes patriotes conduites par Manuel Roergas Serviez - autre français expatrié -, lesquelles arrivent à stopper les attaques des royalistes. Louis Girardot y est assassiné la même année par des malfaiteurs croyant qu’il détient de grandes quantités d'or (Serviez connaît d'ailleurs une fin similaire en décembre).
Au cours de la répression menée par Morillo contre les patriotes, sa femme Josefa Diaz et ses filles seront poursuivies, condamnées à l’exil et à l’expropriation de tous leurs biens matériels.